# VBG Group
VBG Group AB är moderbolaget i en internationell verkstadskoncern med helägda bolag i Europa, Nordamerika, Brasilien, Indien, Kina och Sydafrika. Verksamheten är indelad i tre divisioner: Truck & Trailer Equipment, Mobile Therrmal Solutions och Ringfeder Power Transmission, med produkter som marknadsförs under välkända och starka varumärken såsom VBG, Onspot, Ringfeder, MCC, BCC, Edscha Trailer Systems, Sesam, Henfel, Carlyle Johnson Machine, Italytec, Ledson och Malmedie. Vd och koncernchef för bolaget är sedan januari 2023 Anders Erkén. 
Koncernen har sitt ursprung i företaget Vänersborgskopplingen som grundades i Vänersborg år 1951 av Herman Krefting. Företaget tillverkade släpvagnskopplingar och kom med tiden att kallas VBG (en förkortning av "Vänersborg"). Några av de produkter som tillverkas inom koncernen idag är bland annat släpvagnskopplingar, dragstänger, dragbalkar, slirskydd, friktionsfjädrar, spännsatser, krympskivor, axelkopplingar och klimatsystem.
VBG Group AB:s B-aktie börsintroducerades 1987 och finns idag på Mid Cap-listan på Nasdaq OMX Stockholm. Koncernen har drygt 2 000 anställda och omsatte 2024 cirka 5,6 miljarder kronor.